# 아마곤 (아칸소주)

아마곤(Amagon)은 미국 아칸소주 잭슨군의 타운이다. 2010년 미국 인구 조사 기준으로 인구 수는 98명이다.
아마곤은 아칸소주의 주지사 마이크 비브가 태어난 곳이기도 하다.

## 지리
아마곤의 위치는 북위 35° 33′ 45″ 서경 91° 6′ 35″ / 북위 35.56250°  서경 91.10972°  (35.562487, -91.109855)이다.
미국 인구조사국에 따르면 이 타운의 총 면적은 모두 육지로서 0.3 제곱킬로미터이다.

## 인구
| 인구조사              | 인구 | Note | %±     |
| --------------------- | ---- | ---- | ------ |
| 1950년                | 181  |      | —      |
| 1960년                | 234  |      | 29.3%  |
| 1970년                | 136  |      | −41.9% |
| 1980년                | 126  |      | −7.4%  |
| 1990년                | 108  |      | −14.3% |
| 2000년                | 95   |      | −12.0% |
| 2010년                | 98   |      | 3.2%   |
| 2020년                | 69   |      | −29.6% |
| U.S. Decennial Census |      |      |        |